# Westphalweg (metrostation)
Westphalweg is een station van de metro van Berlijn, gelegen onder de Mariendorfer Damm in het stadsdeel Mariendorf. Station Westphalweg werd geopend op 28 februari 1966 en maakt deel uit van lijn U6. Het station dankt zijn naam aan een zijstraat van de Mariendorfer Damm die genoemd is naar Wilhelm Hugo Westphal, de eerste burgemeester van de gemeente Mariendorf.

## Geschiedenis

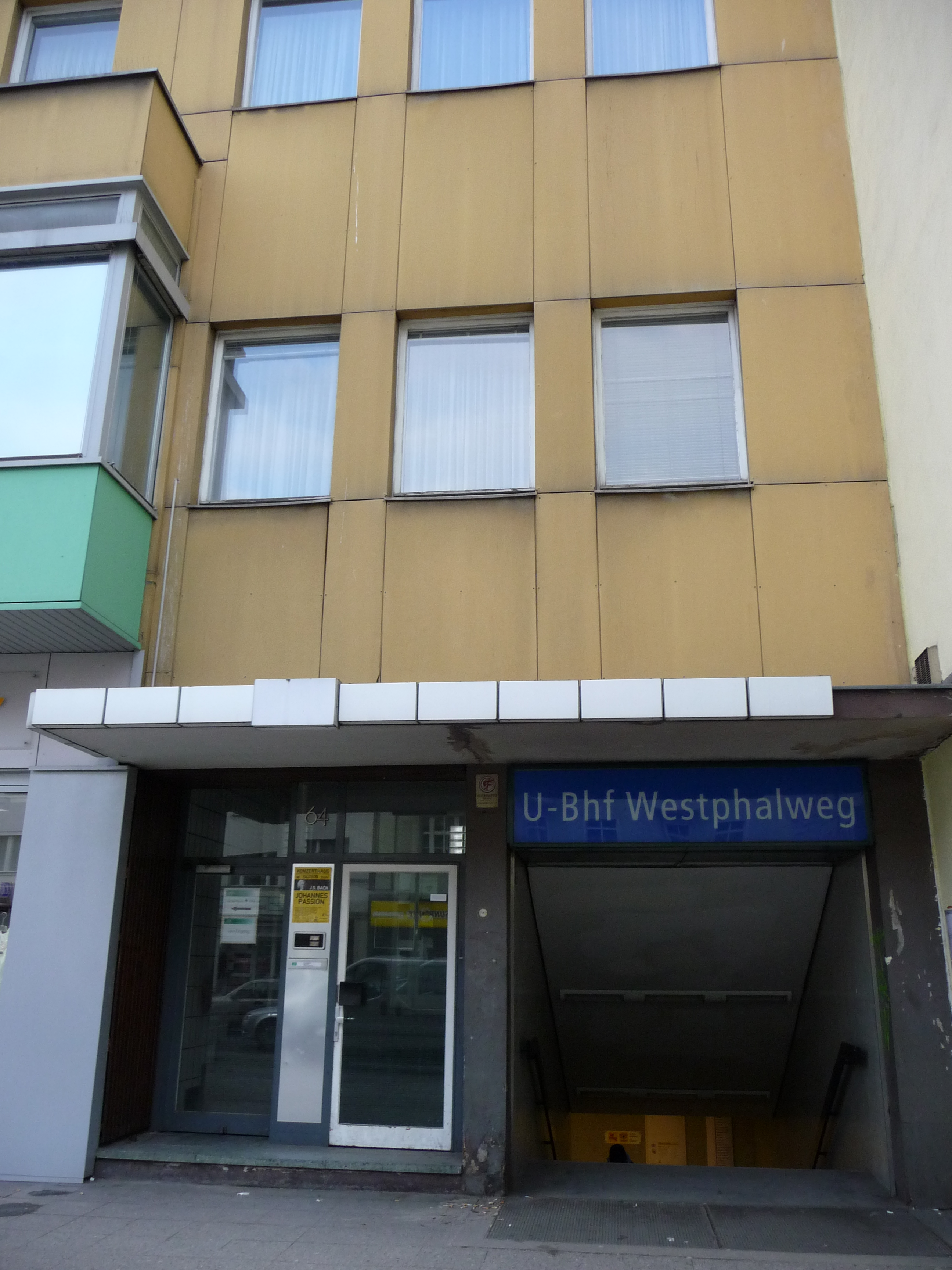
Een van de ingangen

De bouw van het zuidelijke deel van de U6 (Tempelhof - Alt-Mariendorf) begon in 1961. Vijf jaar later kwam het volledig onder de Tempelhofer en Mariendorfer Damm gelegen traject waarvan station Westphalweg deel uitmaakt in gebruik. Senatsbaudirektor Rainer Rümmler was verantwoordelijk voor het ontwerp van de stations op dit deel van de lijn, die een standaarduiterlijk kregen. Station Westphalweg lijkt dan ook sterk op de naburige metrostations en onderscheidt zich vrijwel uitsluitend door zijn kleurstelling: donkerblauwe betegeling op het perron en gele en groene wanden op de tussenverdiepingen. De zuilen in het station zijn alle met kale bakstenen bekleed.

## Ligging
Aan beide uiteinden van het eilandperron leiden trappen en roltrappen naar de Mariendorfer Damm. De noordelijke toegangen bevinden zich nabij de Königstraße en zijn vanwege ruimtegebrek geïntegreerd in huizenblokken, de zuidelijke ingangen bevinden zich op de kruising met de Kaiserstraße en Westphalweg. Uiteindelijk moeten alle Berlijnse metrostations volledig toegankelijk zijn voor mindervaliden; station Westphalweg zal volgens de prioriteitenlijst van de Berlijnse Senaat echter pas na 2010 van een lift voorzien worden.